# Tovarné
Tovarné est un village de Slovaquie situé dans la région de Prešov.

## Histoire
Première mention écrite du village en 1479.

## Démographie

### Évolution de la population
| Année:               | 1994. | 2004.   | 2014.   | 2024.   |
| -------------------- | ----- | ------- | ------- | ------- |
| Nombre de personnes: | 1056  | 1090    | 999     | 977     |
| Différence:          |       | +3,21 % | -8,34 % | -2,20 % |

| Année:               | 2023. | 2024. |
| -------------------- | ----- | ----- |
| Nombre de personnes: | 977   | 977   |
| Différence:          |       | +0 %  |